# Panzerkampfwagen 38(t)
Pour les articles homonymes, voir Panzerkampfwagen.
Le Panzerkampfwagen 38(t) (ce qui signifiait : « véhicule de combat blindé, modèle 1938 (tchèque)») était le nom donné par les Allemands à un char d'assaut tchécoslovaque fabriqué dans les usines ČKD qu'ils avaient mis au service de leur industrie de guerre durant l'année 1939 avant l'éclatement du conflit. Le nom que lui donnait l'armée tchécoslovaque était LT vz. 38 (Lehky Tank vzor 38).
Ce véhicule de combat blindé fut conçu par les Tchécoslovaques à partir de 1935. Il a eu du succès à l'exportation, avec 50 chars exportés vers l'État impérial d'Iran, 24 vers la Suisse (perçu début 1939 sous le nom de Panzer 39 Praga) et autant vers le Pérou. L'armée tchécoslovaque en commande 150, mais ceux-ci ne sont pas entrés en service avant l'occupation du pays par l'Allemagne en 1939. Les occupants allemands ont ordonné la poursuite de la production entre 1938 et 1942. Au total, lorsque la production cessa en juin 1942, 1 411 Panzerkampfwagen 38(t) (modèles A à G) avaient été fabriqués.
Le Panzerkampfwagen 38(t) était très estimé des équipages de blindés allemands en raison de son excellente conception et de la résistance de sa transmission. Alors que la plupart des blindés allemands bénéficiaient du travail d'ingénieurs allemands hautement qualifiés, ils avaient tendance à subir les conséquences d'une conception trop complexe :
- un nombre supérieur de pièces à assembler, engendrant des temps de production plus longs ;
- un plus grand nombre de pièces susceptibles de s'user et de tomber en panne, rendant les réparations et l'organisation des ateliers de réparation plus difficiles.

Au contraire, le Panzerkampfwagen 38(t) était simple de conception, facile à produire, fiable, et capable de supporter un accroissement de l'épaisseur du blindage ainsi que de la puissance de l'armement.
De plus, en 1939 l'armée allemande comptait surtout des Panzer I et II, trop légers par rapport aux Panzer 38(t) et Panzer III.
La production des Panzer 38 (t) a continué jusqu'en 1942, mais son canon était trop peu puissant pour percer les blindages de la fin de la guerre. Le châssis restait intéressant, donc les derniers modèles ont été produits sans tourelle afin d'y monter une autre arme. Plusieurs modèles de canons d'assaut, de chasseurs de chars ou de véhicules antiaériens ont été produits à partir de ce châssis. La transformation de Panzer 38(t) déjà existants en ces véhicules a libéré 351 tourelles, qui ont par la suite été employées dans des fortifications fixes. Une version suédoise, le Sav m/43, a été employée en Suède jusqu'en 1970.

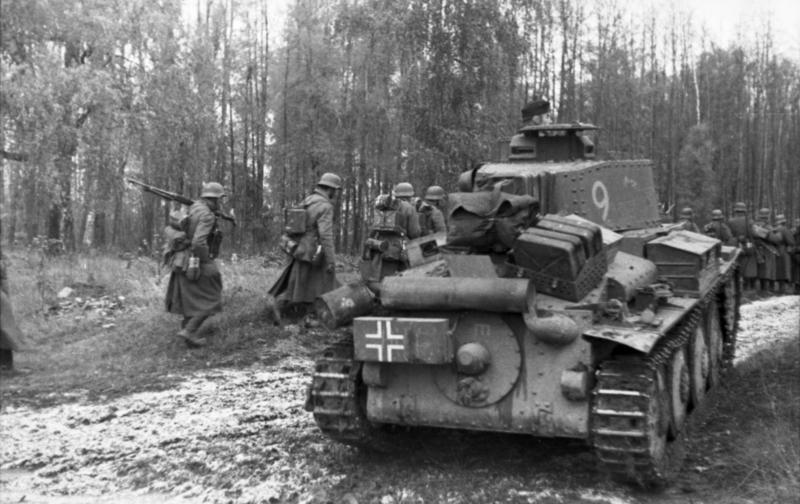
Au nord de la Russie, Panzer 38(t) et Infanterie

## Variantes

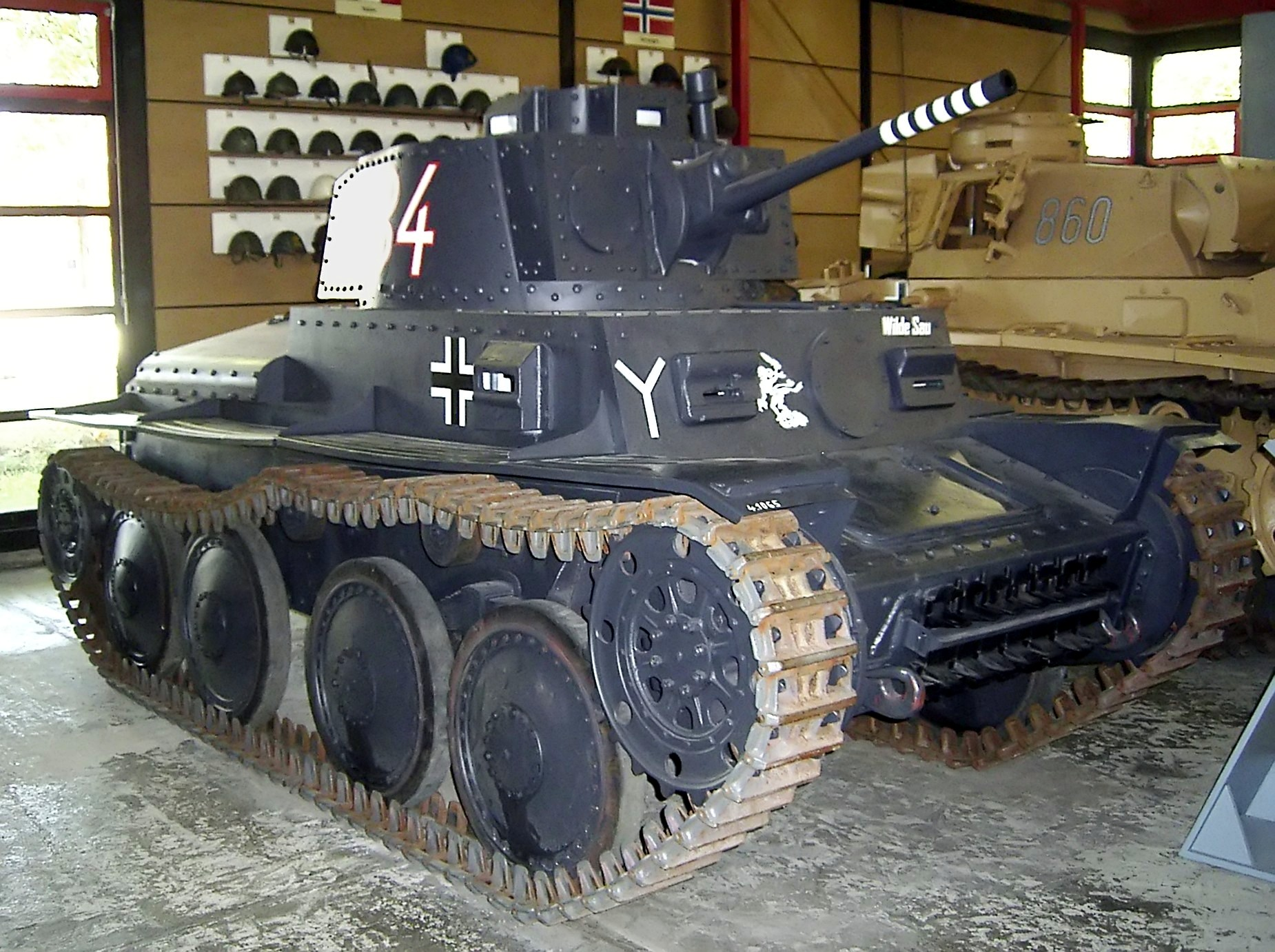
Panzer 38(t) Ausf. S

- TNHP Version initiale, pour l'exportation vers l'Iran ; 50 modèles produits en 1935
- LTP Version d'export pour le Pérou
- LTH Version d'export pour la Suisse
- LTL Version d'export pour la Lituanie
- LT vz. 38 Nom donné par l'armée tchécoslovaque (aucun n'est entré en service)
- Strv m/41 version construite sous licence en Suède, pour compenser la saisie des Ausf. S
- PzKpfw 38(t) Ausf. A-D Produits par l'Allemagne
- PzKpfw 38(t) Ausf. E-G Pz 38(t) avec un blindage frontal augmenté à 50 mm
- PzKpfw 38(t) Ausf. S Commandés par la Suède mais saisis par l'Allemagne

## Véhicules basés sur ce châssis
- SdKfz 138 Marder III avec un canon allemand de 75 mm dans une superstructure ouverte
- SdKfz 139 Marder III avec un canon soviétique de 76,2 mm dans une superstructure ouverte
- SdKfz 138/1 Grille avec un canon d'infanterie allemand de 150 mm dans une superstructure ouverte ; il existait aussi une variante pour le transport de munitions.
- SdKfz 140 Flakpanzer 38(t) avec un canon anti-aérien de 20 mm
- SdKfz 140/1, char de reconnaissance
- SdKfz 141/1, char de reconnaissance avec un tourelle et un canon de 20 mm tirés d'une auto-mitrailleuse SdKfz.222

- Jagdpanzer 38(t) (officieusement surnommé Hetzer), chasseur de chars avec un canon de 75 mm L/48

- 15 cm s.I.G.33/2 (Sf) sur un châssis converti de Bergepanzerwagen 38[2]

- G-13 Nom donné par les Suisses à des Hetzer produits après-guerre et vendus par la Tchécoslovaquie.
- Sav m/43 Canon d'assaut sur châssis de TNH, construit par la Suède